# 1933-as magyar férfi kosárlabda-bajnokság
Az 1933-as magyar férfi kosárlabda-bajnokság az első magyar kosárlabda-bajnokság volt, melyet a Magyar Atlétikai Szövetség rendezett. A bajnokságban tíz csapat indult el, a csapatok egy kört játszottak. Azonos pontszám esetén a gólarány döntött.
Előző évben is kiírtak már egy bajnokságot, de az még palánk nélküli kosárlabda volt, így azt nem tekintik hivatalosnak. Akkor ez volt a végső sorrend: 1. VAC 11, 2. KEAC 11, 3. BSZKRT 7, 4. MTK 5, 5. TFSC 4, 6. NTE 4, 7. MAFC 0 ponttal.

## Tabella
| #   | Csapat                  | M | Gy | V | K+  | K-  | P  | Megjegyzés          |
| --- | ----------------------- | - | -- | - | --- | --- | -- | ------------------- |
| 1.  | Közgazdasági Egyetem AC | 9 | 8  | 1 | 208 | 105 | 16 |                     |
| 2.  | Vívó és Atlétikai Club  | 9 | 8  | 1 | 208 | 117 | 16 |                     |
| 3.  | BSzKRt SE               | 9 | 8  | 1 | 131 | 101 | 16 |                     |
| 4.  | Elektromos TE           | 9 | 5  | 4 | 116 | 111 | 10 | 1 meccset lemondott |
| 5.  | BBTE                    | 9 | 4  | 5 | 85  | 95  | 8  | 2 meccset lemondott |
| 6.  | Nemzeti TE              | 9 | 4  | 5 | 114 | 148 | 8  | 1 meccset lemondott |
| 7.  | Munkás TE               | 9 | 3  | 6 | 42  | 32  | 6  | 6 meccset lemondott |
| 8.  | MTK                     | 9 | 3  | 6 | 102 | 221 | 6  | 1 meccset lemondott |
| 9.  | BEAC                    | 9 | 1  | 8 | 77  | 136 | 2  | 5 meccset lemondott |
| 10. | Budafoki IK             | 9 | 0  | 9 | 13  | 30  | 0  | 8 meccset lemondott |

* M: Mérkőzés Gy: Győzelem V: Vereség K+: Dobott kosár K-: Kapott kosár P: Pont
Megjegyzés: Az MTK-MTE meccset mindkét csapat lemondta, ezért mindkettejüknél vereségként szerepel.

## II. osztály
1. KEAC 10, 2. VAC 8, 3. BBTE 6, 4. BSZKRT 4, 5. BEAC 0, 6. Elektromos 0 pont. (A BEAC-Elektromos meccset mindkét csapat lemondta.)